# Diablo Blvd
Diablo Blvd war eine belgische Heavy-Metal-/Hard-Rock-Band aus Antwerpen. Die Band wurde im Jahre 2005 gegründet und stand bei Play It Again Sam bzw. Nuclear Blast unter Vertrag. Diablo Blvd veröffentlichte vier Studioalben, bevor sich die Band Ende 2018 auflöste.

## Geschichte

### The Greater GodundBuilders of Empires

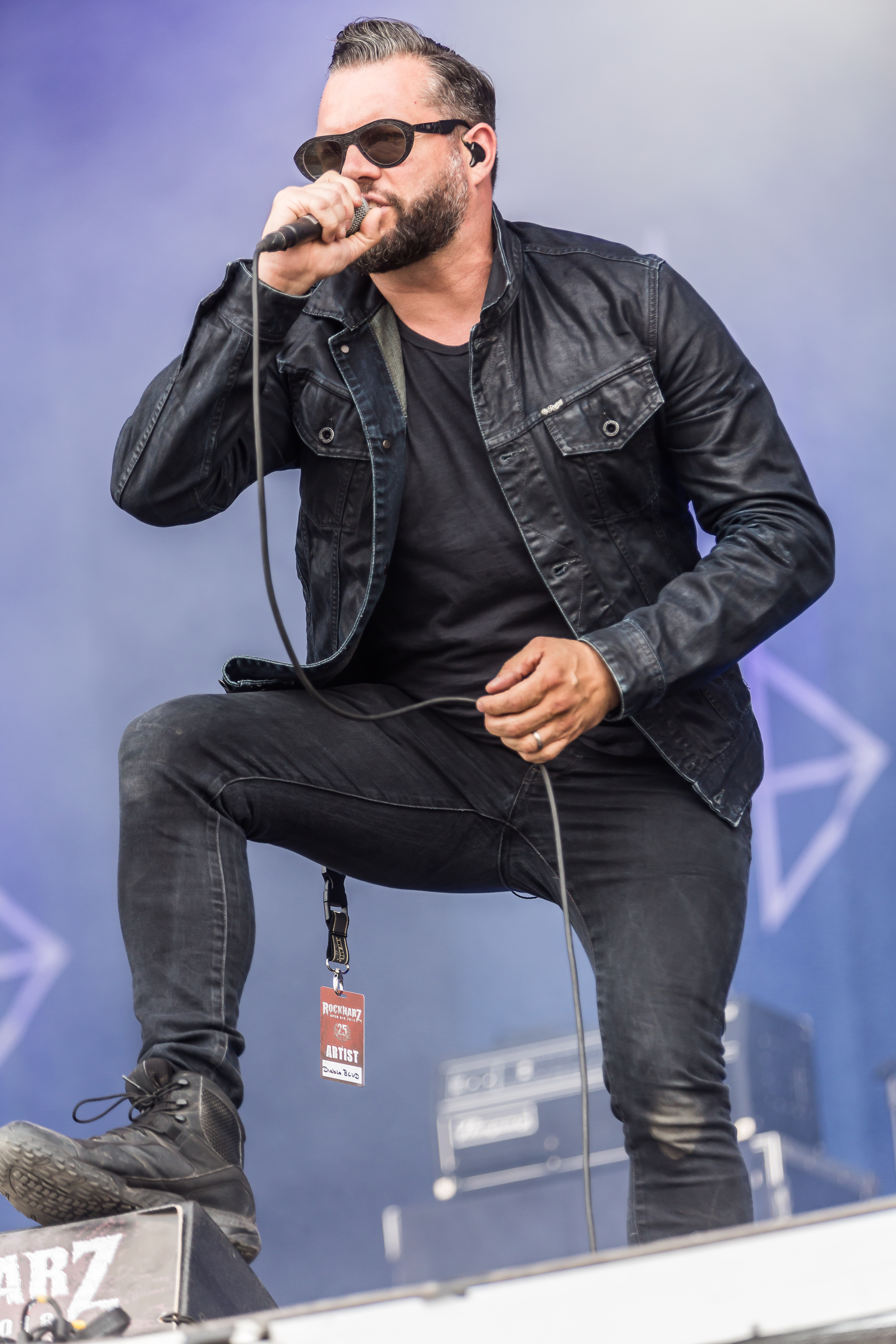
Sänger Alex Agnew

Die Band wurde im Jahre 2005 von dem in Belgien auch als Stand-up-Comedian bekannten Sänger Alex Agnew und dem Gitarristen Dave Hubrechts gegründet. Später kam der zweite Gitarrist Andries Beckers von der Band Born from Pain hinzu. Da Beckers die von Agnew und Hubrechts geschriebenen Lieder zunächst nicht gefielen bot er ihnen zunächst eigene Kompositionen an. Nach mehreren gemeinsamen Proben wurde dies verworfen. Komplettiert wurde die Band vom Bassisten Tim Bekaert und der Schlagzeuger Kris Martens. 
Diese Musiker spielten zuvor in Bands wie A Brand oder Meuris, während Beckers für Diablo Blvd seine bisherige Band Born from Pain verließ. Der Bandname Diablo Blvd stammt von einem Lied der US-amerikanischen Band Corrosion of Conformity von deren Album America's Volume Dealer. Corrosion-of-Conformity-Sänger Pepper Keenan kam die Idee zu diesem Titel, als er seinen Freund James Hetfield, dem Sänger der Band Metallica, eines Tages in dessen Haus besuchte. Die Straße hinter Hetfields Haus hieß Diablo Blvd.

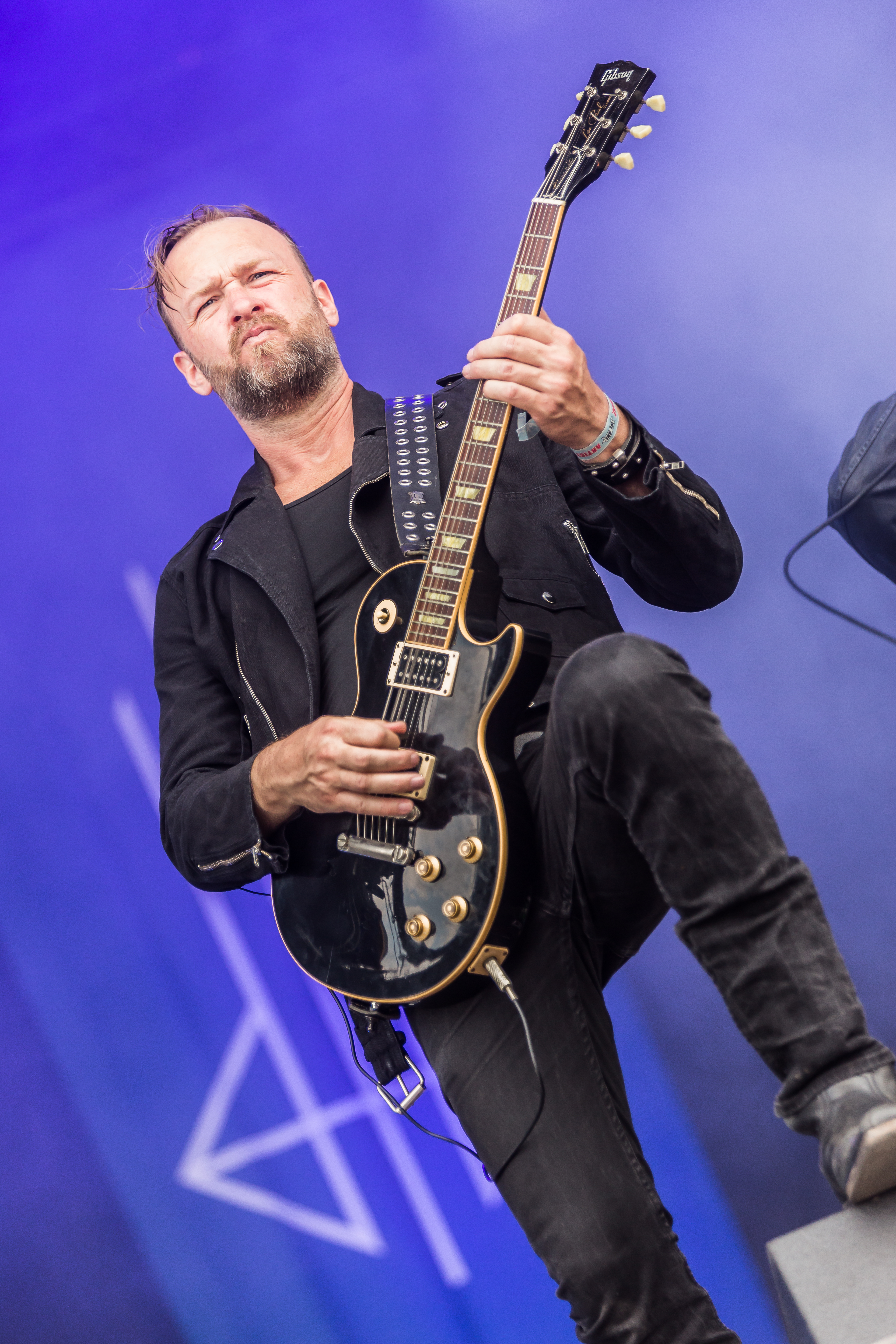
Gitarrist Andries Beckers

Im Jahre 2006 veröffentlichte die Band das Demo Scarred and Undefeated und wurde später vom Label Play It Again Sam unter Vertrag genommen. In einem Zeitraum von über zwei Jahren arbeitete die Band an ihrem Debütalbum The Greater God, das von Ace Zac produziert wurde. Mit dem Album erreichten Diablo Blvd Platz 33 der belgischen Albumcharts. Die Band spielte auf belgischen Festivals wie dem Graspop Metal Meeting oder Pukkelpop. Zwei Jahre später folgte mit Builders of Empires das zweite Studioalbum, das vom schwedischen Produzenten Jens Bogren gemischt wurde. Builders of Empires stieg auf Platz 21 der belgischen Albumcharts ein. Für das Lied Saint of Killers drehten Diablo Blvd ihr erstes Musikvideo.

### Follow the DeadlightsundZero Hour

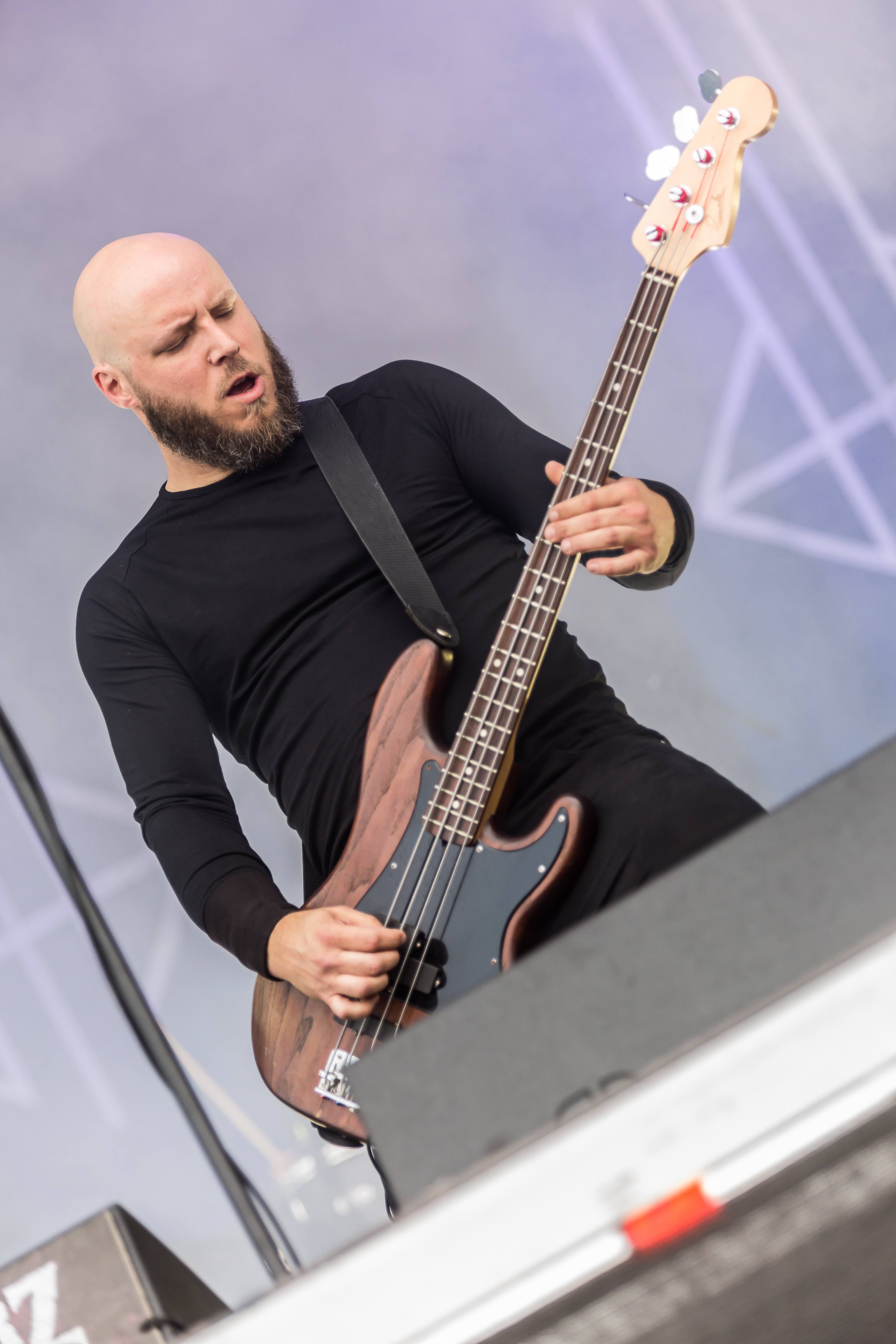
Bassist Jan Rammeloo

Im Mai 2014 wurde das dritte Studioalbum Follow the Deadlights veröffentlicht, das auf Platz fünf der belgischen Albumcharts einstieg. Das Titellied wurde als Single ausgekoppelt und erreichte Platz 61 der belgischen Singlecharts. Diablo Blvd spielten erneut auf dem Graspop Metal Meeting und spielten Konzerte im Vorprogramm von Life of Agony und Machine Head. Ebenfalls im Mai 2014 fand in Antwerpen das erste Diablofest fest, bei dem u. a. auch Vanderbuyst auftraten. Im November 2014 wurde die Band vom deutschen Label Nuclear Blast unter Vertrag genommen. Firmenchef Markus Staiger zeigte sich laut Andries Beckers von dem Lied Rise Like Lions beeindruckt und wollte die Band für seine Firma gewinnen. 
Follow the Deadlights wurde von Nuclear Blast schließlich am 23. Januar 2015 neu veröffentlicht. Gleichzeitig spielte die Band eine Europatournee im Vorprogramm von Epica, gefolgt von einer eigenen Europatournee mit Coal Chamber und SOiL sowie Festivalauftritten beim With Full Force, Summer Breeze, dem Out and Loud und den Metaldays. Am 24. Oktober 2015 fand das zweite Diablofest statt, bei dem u. a. Born from Pain und John Coffey auftraten, bevor Diablo Blvd im Dezember im Vorprogramm von Armored Saint spielten. Im Sommer 2016 spielte die Band beim Groezrock-Festival, bevor die Band mit dem Produzenten Dag Taeldeman ihr viertes Studioalbum Zero Hour aufnahm. Bassist Tim Bekaert verließ zwischenzeitlich die Band und wurde durch Jan Rammeloo ersetzt, der zuvor bei Bliksem spielte. 
Die Veröffentlichung von Zero Hour erfolgte am 22. September 2017 und erreichte Platz drei der belgischen Albumcharts. Neben einigen Konzerten im Vorprogramm von Life of Agony bzw. Wednesday 13 folgten im Herbst 2017 eine eigene Headlinertournee durch Europa, weitere Konzerte im Vorprogramm von Wednesday 13 sowie ein Auftritt beim Festival Metal Hammer Paradise. Anfang 2018 nahm die Band an der Kreuzfahrt 70000 Tons of Metal teil. Im Sommer 2018 spielte die Band beim Wacken Open Air, dem Graspop Metal Meeting, dem Rockharz Open Air und dem Alcatraz Hard Rock & Metal Festival. Das Lied Sing from the Gallows wurde bei den Metal Hammer Awards 2018 in der Kategorie Metal Anthem nominiert. Der Preis ging jedoch an Dimmu Borgir. Am 10. Dezember 2018 spielte die Band im Brüsseler Club Ancienne Belgique ihr letztes Konzert, bevor sich die Gruppe auflöste.

## Stil

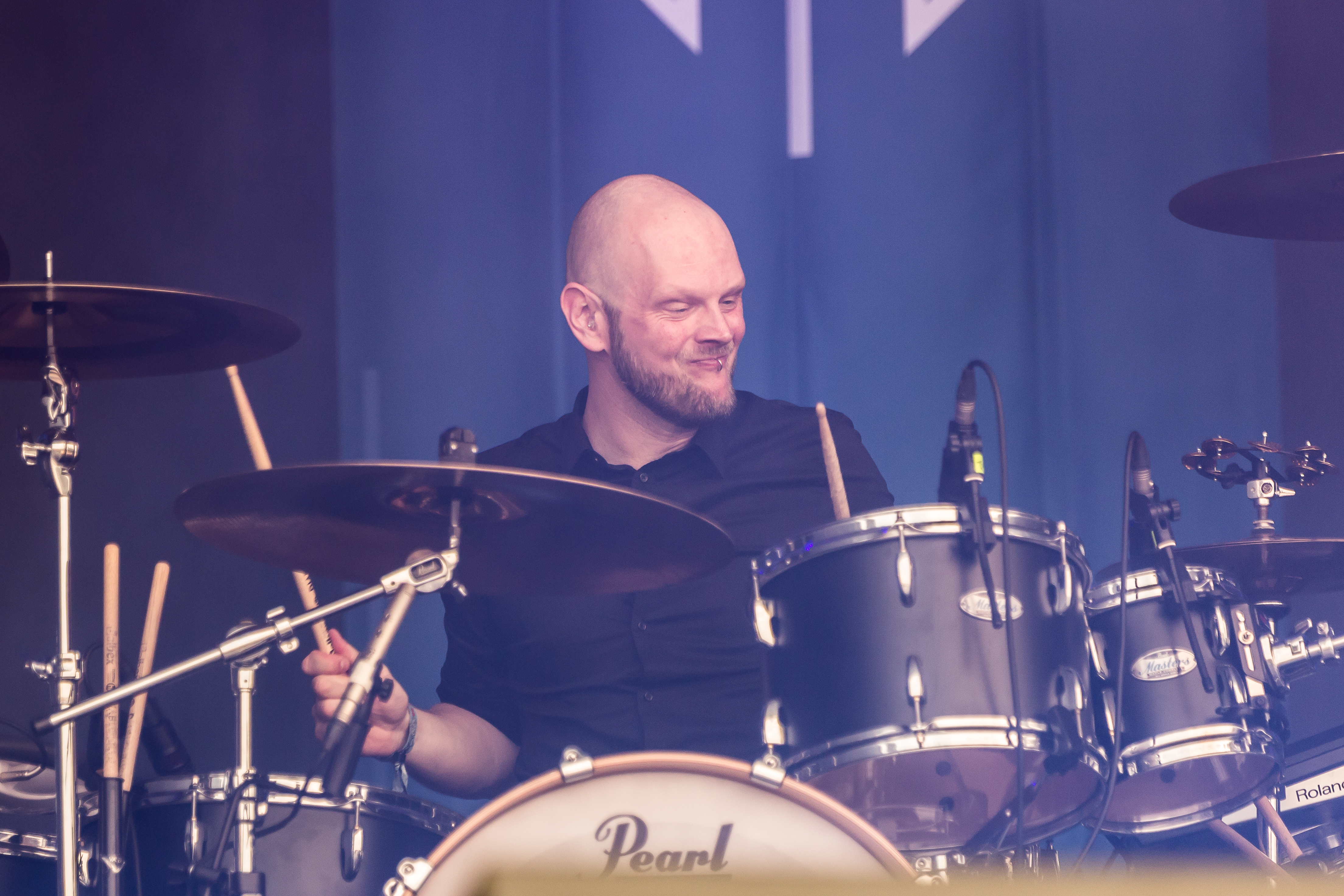
Schlagzeuger Kris Martens

Sänger Alex Agnew gründete die Band mit der Intention, alles was ihm an den Stilen Metal, Rock und Hardcore liebt zu kombinieren. Zu den Haupteinflüssen der Band zählt Agnew Danzig, alte Metallica, Type O Negative, Black Sabbath, Iron Maiden, Alice in Chains und die Cro-Mags. Die Texte von Sänger Alex Agnew befassen sich hauptsächlich mit den Themen Religion und Politik. Mit diesen Themen hatte er sich schon zu seiner Zeit als Comedian befasst. Der Unterschied zu dieser Zeit liege laut Agnew darin, dass er bei Diablo Blvd am Ende keinen Witz bringen müsse.
Jörg Staude vom Magazin Classic Rock beschrieb die Band als eine Verbindung des Düstersounds der 1990er Jahre von Type O Negative und Danzig mit klassischen Cult-Melodien und modernen Elementen der Marke Five Finger Death Punch. Die Stimme von Sänger Alex Agnew verglich er mit der des Volbeat-Sängers Michael Poulsen. Raymond Westland vom Onlinemagazin This Is Not a Scene verglich die Band musikalisch noch mit Down und Metallica. Laut Martin Iordanidis vom deutschen Magazin Visions „verschweißen Diablo Blvd. alternativ getünchten Stoner Metal mit Hardrock“ und sind dabei „epischer als Mustasch und smarter als Transport League“.

## Diskografie

### Alben
| Jahr | Titel Musiklabel                        | Höchstplatzierung, Gesamtwochen, AuszeichnungChartsChartplatzierungen (Jahr, Titel, Musiklabel, Platzierungen, Wochen, Auszeichnungen, Anmerkungen) | Anmerkungen                                                                                   |
| Jahr | Titel Musiklabel                        | BEF | Anmerkungen                                                                                   |
| ---- | --------------------------------------- | --- | --------------------------------------------------------------------------------------------- |
| 2009 | The Greater God Play It Again Sam       | BEF33 (7 Wo.)BEF | Erstveröffentlichung: 27. März 2009                                                           |
| 2011 | Builders of Empires Play It Again Sam   | BEF21 (13 Wo.)BEF | Erstveröffentlichung: 25. April 2011                                                          |
| 2014 | Follow the Deadlights Play It Again Sam | BEF5 (33 Wo.)BEF | Erstveröffentlichung: 17. Mai 2014 Wiederveröffentlichung: 23. Januar 2015 über Nuclear Blast |
| 2017 | Zero Hour Nuclear Blast                 | BEF3 (12 Wo.)BEF | Erstveröffentlichung: 22. September 2017                                                      |

### Singles
- 2011: Black Heart Bleed
- 2013: Rise Like Lions
- 2014: Beyond the Veil

### Demo
- 2006: Scarred and Undefeated

### Musikvideos
- 2011: Saint of Killers
- 2014: Follow the Deadlights
- 2014: Rise Like Lions
- 2014: Son of Cain
- 2017: Animal
- 2017: Sing from the Gallows
- 2017: Summer Has Gone
- 2018: The Future Will Do What It’s Told
- 2018: The Song Is Over

## Auszeichnungen
Metal Hammer Awards
| Jahr | Kategorie    | für                   | Resultat  |
| ---- | ------------ | --------------------- | --------- |
| 2018 | Metal Anthem | Sing from the Gallows | Nominiert |